# أجيغساوا
أجيغساوا (باليابانية: 鰺ヶ沢町) هي بلدية في اليابان، وبلدة في اليابان، تقع في محافظة آوموري، بلغ عدد سكانها 9,574 نسمة وذلك حسب إحصائيات سنة 2018، تبلغ مساحتها 342.99 كيلومتر مربع.

## معرض صور

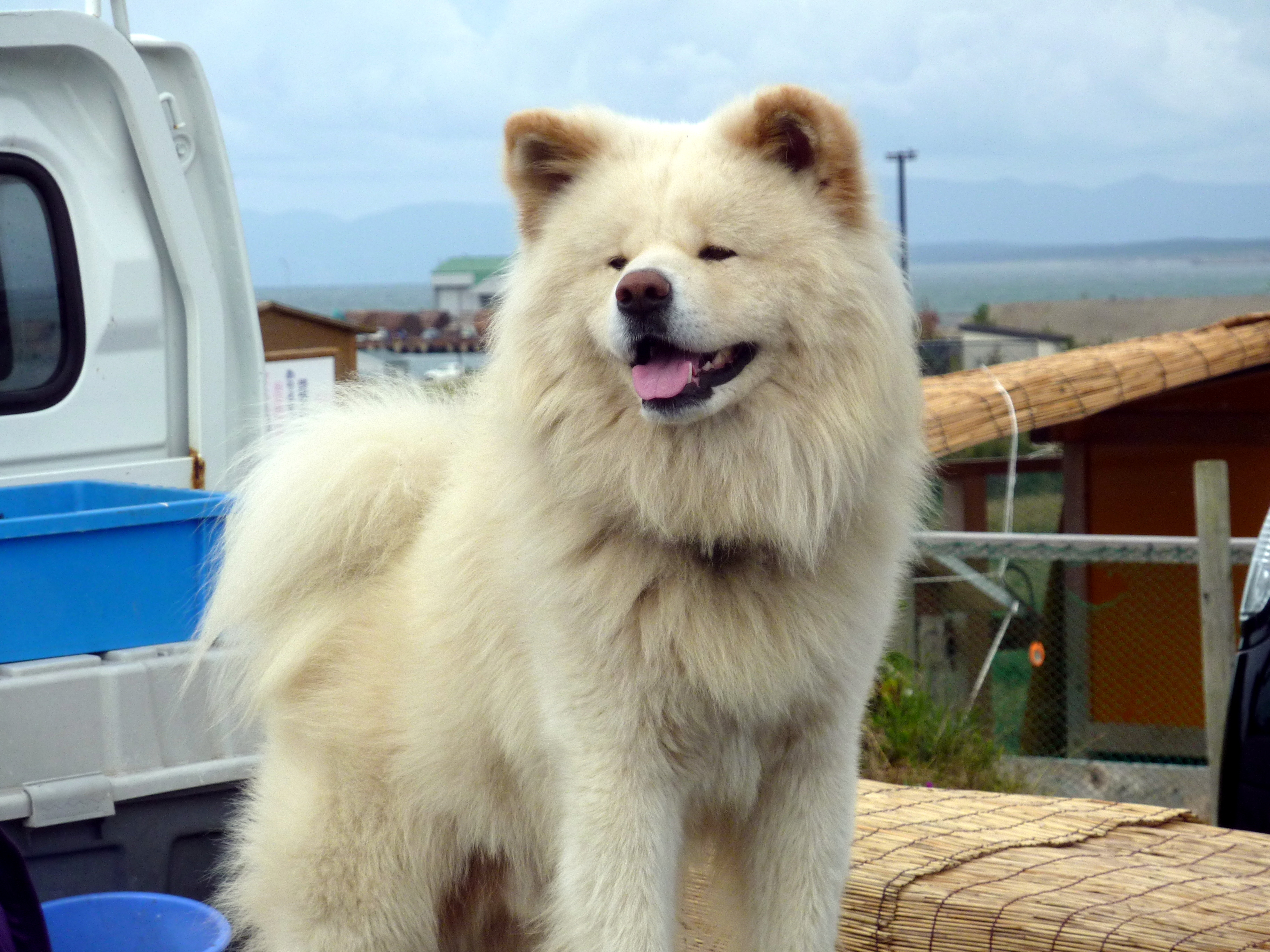
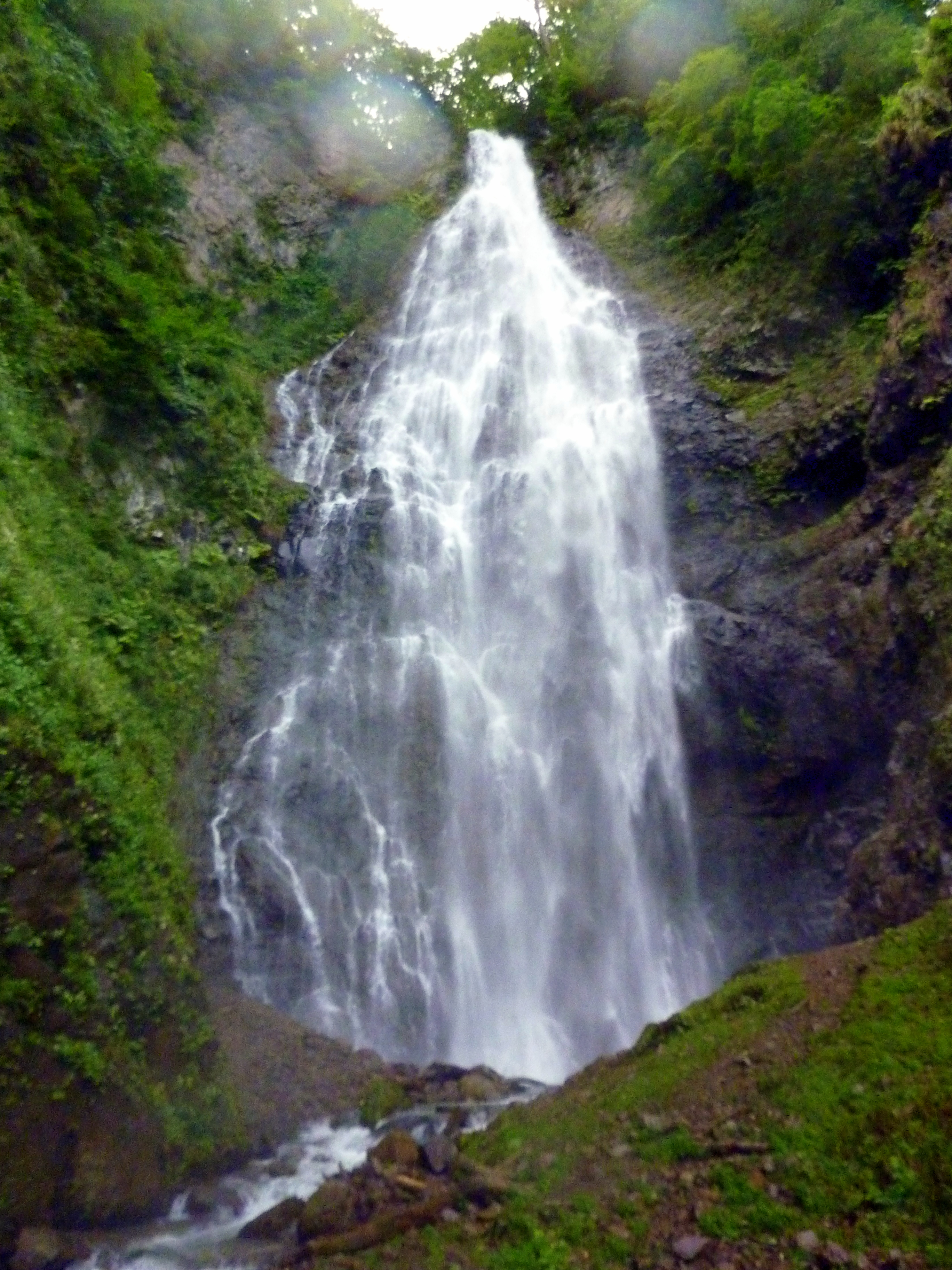
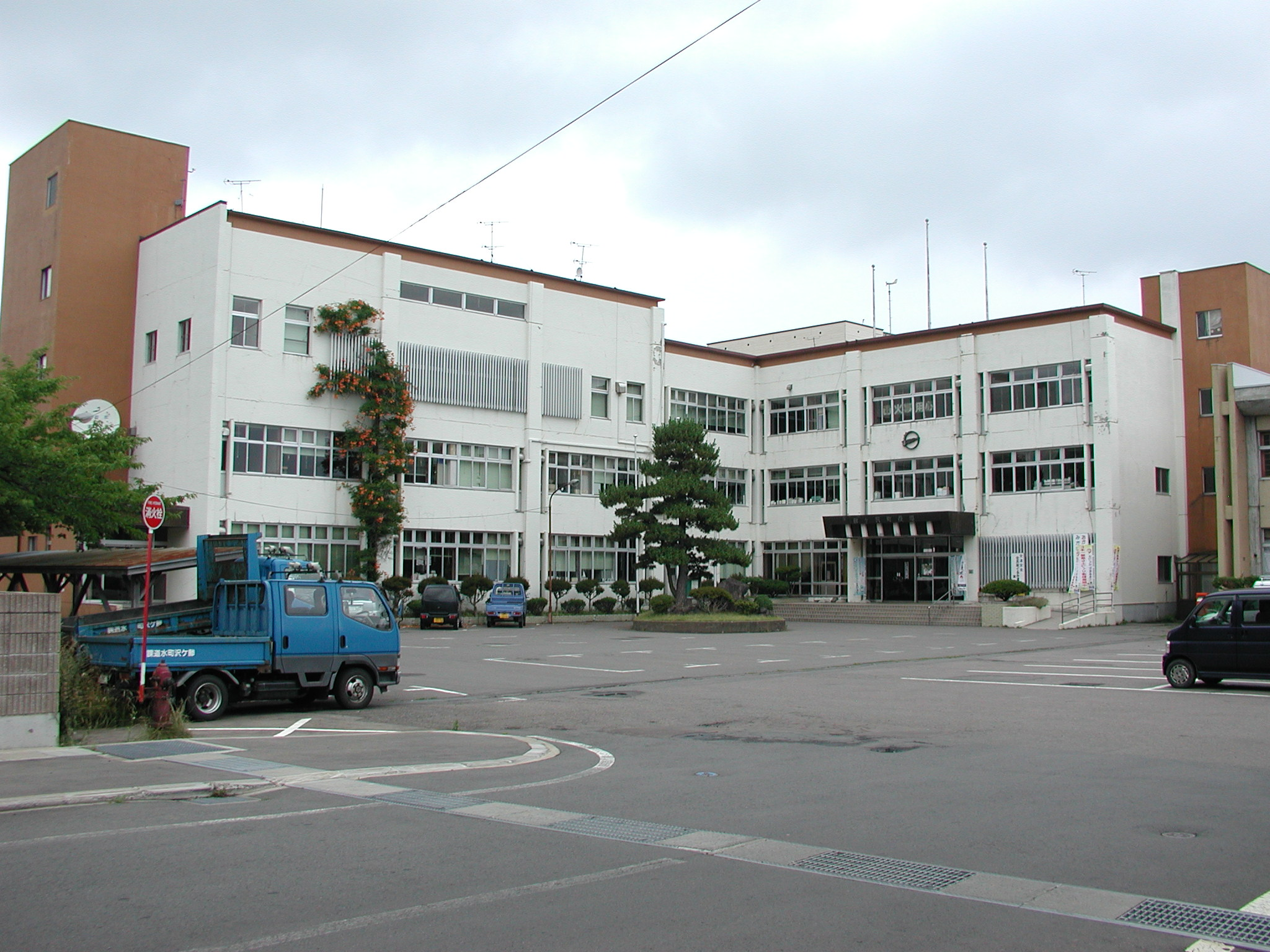

## الموقع
تشترك في الحدود مع:
- هيروساكي، آوموري
- مقاطعة ناكاتسوغارو  [لغات أخرى]‏
- مقاطعة نيشيتسوغارو  [لغات أخرى]‏
- تسوغارو، آوموري
- Yamamoto District, Akita [الإنجليزية]‏.